# Warmachine
Warmachine es un juego de miniaturas por turnos, creado por la compañía estadounidense Privateer Press, que a su vez ha sido traducido y distribuido en 2004 en España por Edge Entertainment.

## Descripción general
Cada jugador dirige un ejército, representado por miniaturas de metal, sobre un campo de batalla, normalmente un tablero de juego o escenografía. Para jugar son necesarias reglas métricas para marcar el movimiento y dados para el desarrollo de combate y por supuesto las miniaturas. Siguiendo el modelo de Warhammer, el juego parte de la creación de un ejército por parte de los jugadores y de su dirección en la lucha hacia la victoria, donde el objetivo de la misión varía; puede hacerse con un artefacto arcano, mantener una posición en el diorama o destruir y aniquilar al enemigo hasta las cenizas.

## Universo de juego
Los combates se desarrollan en un mundo con ambiente steampunk, donde diriges a un lanzador de guerra, un mago capaz de controlar enormes máquinas de hierro y vapor que se enfrentan entre sí por controlar el hostil mundo en el que viven. Seis facciones y una misma guerra donde la estrategia es tan importante como el resultado de los dados de combate.

## Ejércitos
Para hacer frente al enemigo debes tomar el mando de uno de los cuatro bandos dominantes o bien reclutar a los no siempre leales mercenarios. Entre los ejércitos se encuentra:
- El noble pueblo de Cygnar
- Los religiosos protectores de Menoth
- Los sangrientos Khador de las tierras heladas
- Las hordas nigrománticas de Cryx
- Los Ciryss

Cada uno con sus puntos fuertes y sus carencias, debes elegir la mejor estrategia para salir victorioso del campo de batalla.